# Pe aripi de vânt
Pe aripi de vânt este un single al Deliei în colaborare cu Kaira. Piesa este compusă de către echipa Kazibo Music, de text și muzică sunt responsabili Alexandru Pelin și Ovidiu Baciu iar de orchestrație Alex Antonescu si Johann Elliot. Nu trece mult timp de la lansare, piesa ajunge un hit național și stabilind un record pentru România. "Pe aripi de vânt" staționează 21 de săptămâni pe primul loc în Media Forest România, primul single care reușește această performanță de la înființarea topului.

## Bazele proiectului
"Pe Aripi De Vânt" este compus de către echipa Kazibo Music, de text și muzică sunt responsabili Alexandru Pelin și Ovidiu Baciu, iar de orchestrație Alex Antonescu și Johann Elliot. Single-ul a venit ca o propunere atât pentru Delia din partea casei sale de discuri, Cat Music cât și pentru Kaira din partea managerilor și producătorilor de la Kazibo Music.
Ce spune Delia despre proiect: 
 Pe aripi de vânt" este o piesă care transmite foarte mult, e profundă și mă regăsesc total în ea. Am primit bucuroasă propunerea casei mele de discuri Cat Music de a înregistra single-ul și de a colabora cu o artistă tânără și talentată ca și Kaira. Videoclipul a ieșit exact cum mi-am imaginat și cred că reușește să emoționeze încă din primele secunde. Am lucrat cu o echipă minunată, sunt extraordinar de încântată de rezultatul final.  

 
Ce spun Kaira despre proiect: 
 Colaborarea a avut loc prin intermediul managerilor și producătorilor mei de la Kazibo Music. M-am regăsit 100%, atât în versurile mele, cât și în ale Deliei. Cred că oricine a simțit, la un moment dat, acest sentiment de... "fericire tristă". Cât despre colaborarea cu Delia, nu pot spune decât faptul că sunt extrem de fericită. Este cu siguranță una dintre cele mai bune voci din România, de la care am și voi avea foarte multe de învățat. Ca să nu mai menționez faptul că o admir de când am auzit pentru prima dată "Vino la mine, vreau să fiu iar cu tine."  

## Live
Premiera live a piesei "Pe Aripi De Vânt" a avut loc pe scena de la Romanian Music Awards, unde a impresionat și ajunge să fie considerată una dintre cele mai bune performanțe vocale care s-au auzit pe scena românească a ultimilor ani. Prestația live a Deliei a fost încărcată pe contul oficial de YouTube al Music Channel Romania. 
Single-ul a fost auzit pe 17 septembrie 2014 pentru prima dată live la un post de radio, în timpul emisiunii "Morning ZU" Interpretarea Deliei din studioul Radio Zu a fost înregistrată și postată pe contul oficial de YouTube al radio-ului unde a strâns peste 500.000 de vizualizări.

## Videoclip
Filmările au avut loc în regia "Ceva de Vis", echipă alături de care artista a mai colaborat și pentru alte single-uri. Într-un cadrul special, cu o tematică inedită ce amintește de filmul "Water for Elephants", Delia apare în diferite ipostaze și prezintă o poveste de dragoste susținută de un decor întunecat al lumii circului. Make-up artist a fost Ana Mironescu, iar ținutele alese de Andra Moga.
Videoclipul a fost încărcat pe YouTube în ziua lansării oficiale pe contul oficial al casei de discuri Cat Music unde a strâns peste 27.000.000 de vizualizări. 

## Performanța în topuri
În categoria pieselor românești a Media Forest România, "Pe aripi de vânt" debutează pe a 9-a poziție cu un număr de 146 de redări la radio. Următoarea săptămână single-ul înregistrează o urcare de 6 poziții și ajunge pe locul 3 cu 192 de difuzări. Ascensiunea continuă, la doar 3 săptămâni de la apariția în top, piesa ocupă locul al doilea cu un număr de 199 de redări la radio. Apogeul ascensiunii, ocuparea primei poziții se întâmplă după doar o lună, cele 232 de difuzări ajută la câștigarea primului loc. Timp de 21 săptămâni consecutive, "Pe aripi de vânt" staționează pe locul I al Media Forest România, top pe care îl părăsește după 30 de săptămâni.
În „Kiss Top 40”, hitul debutează pe locul 28, înregistrează cel mai mare debut al săptămânii, iar după doar 5 săptămâni ajunge să ocupe primul loc.
„Pe aripi de vânt” își face apariția pentru prima dată în Romanian Top 100 la nici două săptămâni de la lansare pe locul 47, săptămâna următoare înregistrează cea mai mare ascensiune, 28 de locuri, și ajunge până pe 19.

## Topuri
| Grafic (2014)                   | Poziția |
| ------------------------------- | ------- |
| România (Romanian Top 100)      | 1       |
| România (Kiss Top 40/Kiss FM)   | 1       |
| România (Hit Super 50/Radio 21) | 1       |
| România (Media Forest)          | 1       |
| România (MostWanted/Radio Zu)   | 1       |

| Grafic (2014)                                  | Poziția |
| ---------------------------------------------- | ------- |
| România (Romanian Top 100)                     | 48      |
| România (Top 100 Airplay/ProFM)                | 50      |
| România (100 Best Hits of 2014/Radio 21)       | 1       |
| Grafic (2015)                                  | Poziția |
| România (Top 100 Airplay/ProFM)                | 49      |
| România (Top 30 Airplay Piese Românești/ProFM) | 11      |
| România (Media Forest)                         | 11      |

## Lansări
| Țara    | Data        | Format           | Casă discuri |
| ------- | ----------- | ---------------- | ------------ |
| România | 14 mai 2015 | Digital Download | Cat Music    |